# Навене (Верона)
Навене је насеље у Италији у округу Верона, региону Венето.
Према процени из 2011. у насељу је живело 218 становника. Насеље се налази на надморској висини од 82 м.